# Anaeróbio facultativo

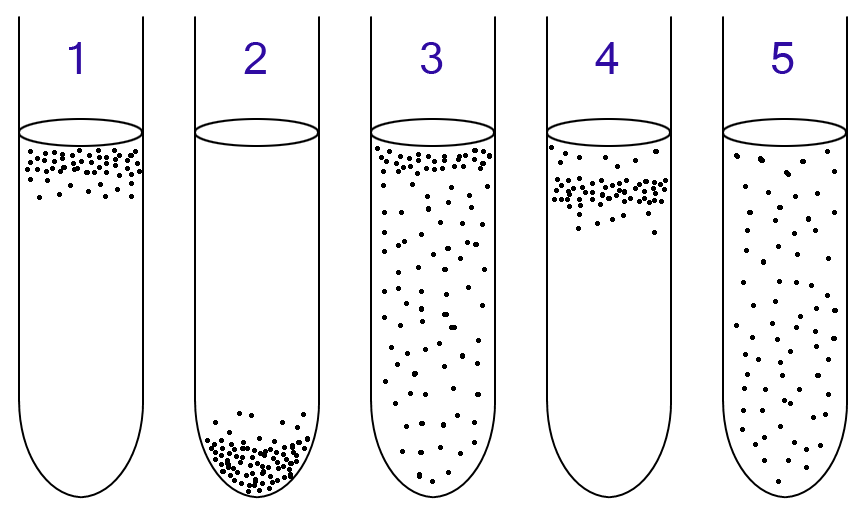
Bactérias anaeróbicas e aeróbicas podem ser identificadas pelo seu padrão de crescimento em tubos de ensaio de caldo tioglicolato:
1: Aeróbio obrigatório, que precisa de oxigénio porque não pode fermentar ou respirar anaerobicamente. Eles juntam-se no topo do tubo, onde a concentração de oxigénio é maior.
2: Anaeróbio obrigatório, que morre envenenado por oxigénio, então todos crescem juntos no fundo do tubo, onde a concentração de oxigénio é menor.
3: Anaeróbio facultativo, que cresce com ou sem oxigénio, pois pode metabolizar energia de forma aeróbia ou anaeróbica. Crescem em maior número na parte superior do tubo porque a respiração aeróbica gera mais ATP do que a fermentação ou a respiração anaeróbica, mas alguns também crescem no resto do tubo.
4: Microaerófilo, que necessita de pequenas quantidades de oxigÉnio porque não pode fermentar ou respirar anaerobicamente, mas morre envenenado em altas concentrações de oxigÉnio. Eles crescem na parte superior do tubo, mas não na parte mais superior.
5: Aerotolerante, que não necessita de oxigénio, pois possui metabolismo energético anaeróbico, mas não morre por envenenamento se estiver na presença de oxigénio. Crescem por todo o tubo.

Um organismo anaeróbico facultativo é um ser vivo que produz ATP através da respiração aeróbica se o oxigénio estiver presente no ambiente, mas pode mudar para um metabolismo fermentativo se o oxigénio estiver ausente. Portanto, são organismos com metabolismo muito versátil, que podem viver tanto com oxigénio quanto sem oxigénio.
Alguns exemplos de bactérias anaeróbicas facultativas são as bactérias Staphylococcus spp., Escherichia coli, Salmonella spp., Listeria spp., Shewanella oneidensis e Yersinia pestis. Certos eucariotas também são anaeróbios facultativos, como alguns fungos como o Saccharomyces cerevisiae e muitos invertebrados aquáticos, como alguns poliquetas nereidas.
Tanto os anaeróbios facultativos quanto os aerotolerantes podem realizar fermentação na ausência de oxigénio, mas os aeróbios facultativos mudam para o metabolismo aeróbio quando o oxigénio está presente (um fenómeno conhecido como efeito Pasteur). O efeito Pasteur é algumas vezes usado em laboratório para distinguir entre anaeróbios facultativos e aerotolerantes.

### Outros artigos
- Respiração aeróbica
- Respiração anaeróbica
- Fermentação
- Aeróbio obrigado
- Anaeróbio obrigado
- Microaerófilo
- Aerotolerante